# Trentepohlia (Plesiomongoma) venosa
Trentepohlia (Plesiomongoma) venosa is een tweevleugelige uit de familie steltmuggen (Limoniidae). De soort komt voor in het Oriëntaals gebied.